# Anthrax disjunctus
Anthrax disjunctus är en tvåvingeart som först beskrevs av Jost Wiedmann 1830.  Anthrax disjunctus ingår i släktet Anthrax och familjen svävflugor. Inga underarter finns listade i Catalogue of Life.